# Wendelsteinhöhle
Die Wendelsteinhöhle ist eine natürliche Karsthöhle auf dem Berg Wendelstein in der oberbayerischen Gemeinde Brannenburg im Landkreis Rosenheim in Bayern.
Sie befindet sich direkt beim Bergbahnhof der Wendelstein-Zahnradbahn im Wendelsteinmassiv. Der Eingang der Höhle befindet sich 1.711 Meter über NN. Sie ist damit die höchstgelegene Schauhöhle in Deutschland. Die Höhle ist als Karsthöhle in dem massiven, durch Gebirgsbildung stark zerklüfteten Wettersteinkalk entstanden. Von der Gesamtlänge von 523 Metern werden 170 Meter bei Führungen begangen.
Die Wendelsteinhöhle ist unter Geotop-Nummer 187H001 registriert.

## Geschichte
Die Höhle wurde 1864 von einem Einwohner von Bayrischzell entdeckt. Im Herbst 1882 fand die erste fachmännische Durchforschung statt. 1921 wurde die Höhle für Besucher zugänglich gemacht und mit elektrischer Beleuchtung versehen. Die Wege und Stege und auch die Beleuchtung wurden nach dem Zweiten Weltkrieg erneuert. 1962 wurde zusätzlich ein nicht steinschlaggefährdeter Zugangsstollen geschaffen.
Im Jahre 2010 wurde die Schauhöhle grundlegend renoviert. Im Zuge des mit EU-Mitteln geförderten Projektes „inntaler Unterwelten“ wurde ein Verbund von vier Höhlenobjekten geschaffen.
Die Beleuchtung wurde komplett erneuert und auf LED umgestellt.
Wege und Treppen sowie das Podest im natürlichen Eingang wurden instand gesetzt bzw. erneuert.
In der Höhle wurden vier Info-Displays angebracht, die zu vier Themen, nämlich Psychologie, Biologie, Geologie und Philosophie, Informationen bereithalten.
Die Höhle ist selbständig ohne Führung durchwanderbar.

## Beschreibung
Der Eingang der Höhle, der genau nach Osten exponiert ist, ist im Sommer häufig mit Altschnee bedeckt. Die Gänge winden sich mal breiter, mal höher im Zickzack in den Berg hinein und enden für den Besucher im Dom. Im hinteren Höhlenabschnitt, wo sich die kalte Luft sammelt, herrscht eine Jahresmitteltemperatur von drei Grad Celsius. Die Höhle hat unbedeutende Sinterbildungen und weist schöne Klammprofile auf.